# Megillot
De megillot (enkelvoud megilla) zijn de vijf rollen aan het einde van het Tenachgedeelte Geschriften (Ketoewiem). Ze worden op enkele joodse feest- gedenkdagen in de synagoge gelezen, namelijk:
- Hooglied (Shier Hashierim) op Pesach
- Ruth op Sjavoeot
- Esther op Poerim
- Klaagliederen (Eicha) op Tisja be'Aaw
- Prediker (Koheles/Kohelet) op Soekot.